# Camponotus parius
Camponotus parius é uma espécie de inseto do gênero Camponotus, pertencente à família Formicidae.